# Johannes Palaschko
Johannes Palaschko (* 13. Juli 1877 in Berlin; † 21. Oktober 1932 ebenda) war ein deutscher Komponist, Geiger und Bratscher, der Werke für beide Instrumente komponiert hat.

## Werdegang
1891 wurde er Violin-Student bei Joseph Joachim, studierte Musiktheorie bei Ernst Eduard Taubert (1838–1934) und Komposition bei Heinrich von Herzogenberg. 1899 erhielt er einen Abschluss der Hochschule für Musik, Berlin. Palaschko schrieb etwa 500 Etüden für Violine und 200 für Viola. Außerdem komponierte er Werke für Violine und Klavier. Sein Nachlass wird in der  Sächsischen Landesbibliothek – Staats- und Universitätsbibliothek Dresden aufbewahrt.

## Werke
- Op. 2: 2 Lieder ohne Worte. Violine und Klavier. Berlin: Bote & Bock, 1895.
- Op. 3: Stimmungen: 6 Stücke. Violine und Klavier. Berlin: Ries & Erler, 1893.
- Op. 10: 4 Lieder ohne Worte. Violine und Klavier. Berlin: Bote & Bock, 1894.
- Op. 14: 6 Concert-Etüden. 6 mehrstimmige Studien. Violine. Leipzig: Rahter, 1900.
- Op. 15: Lose Blätter: 8 kleine Stimmungsbilder. Violine und Klavier. Berlin: Ries & Erler, 1897.
- Op. 17: 3 Stücke. Violine und Klavier. Boston: B. F. Wood Music, 1897.
- Op. 20: 3 Stücke. Violine und Klavier. Berlin: Ries & Erler, 1898.
- Op. 22: Hexentanz. Violine und Klavier. Berlin: Bote & Bock, 1899.
- Op. 23: Suite (4 movements). Violine. Berlin: Bote & Bock, 1899.
- Op. 24: 2 Stücke. Violine und Klavier. Berlin: Plothow, 1899.
- Op. 25: 6 Bagatellen. Violine (Erste Lage) und Klavier. Berlin: Plothow, 1899.
- Op. 26: 5 leichte Stücke. Violine (Erste Lage) und Klavier. Leipzig: Kistner, 1900.
- Op. 28: Miniaturen, 8 leichte Stücke. Violine (Erste Lage) und Klavier. Leipzig: Rahter, 1900.
- Op. 29: Postludium. C moll. Orgel. Leipzig: C. F. Kahnt, ca. 1901.
- Op. 31: 6 Bagatellen. Violine (Erste Lage) und Klavier. Leipzig: A. P. Schmidt, 1901.
- Op. 32: 4 Stücke. Violine und Klavier. Kopenhagen: Wilhelm Hansen, 1904.
- Op. 33: Tonbilder. 5 Stücke. Violine und Klavier. Leipzig: Kistner, 1903.
- Op. 34: 2 Phantasiestücke. 2 Violinen und Klavier. Leipzig: Kistner, 1904.
- Op. 36: 20 Etüden für Viola zur Förderung der Technik und des Vortrags. Viola. Leipzig: Kistner, 1905.
- Op. 38: Melodienreihe. 8 leichte Stücke. Violine (Erste Lage) und Klavier. Leipzig: Kistner, 1905.
- Op. 39: 5 Characterstücke. 3 Violinen. Leipzig: Bosworth, 1905.
- Op. 41: Aquarellen. 5 leichte Tonstücke. Violine und Klavier. Leipzig: C. F. Kahnt, 1906.
- Op. 42: Skizzen. 4 Stücke. Violine (Erste Lage) und Klavier. Leipzig: Kistner, 1906.
- Op. 43: 15 Etüden. Violine (Erste Lage). Leipzig: Kistner, 1907.
- Op. 44: 10 Künstler Etüden. Viola. Leipzig: Zimmermann, 1907.
- Op. 45: 14 leicht-Übungsstücke. Violine (Erste Lage). Leipzig: Zimmermann, 1908.
- Op. 46: 16 Übungsstücke für Violine mit Benutzung der 1. und 3. Position (Fortsetzung zu *Op. 45). Leipzig: Zimmermann, 1908.
- Op. 48: 10 Studien für Violine in der II., IV. und VI. Position. Violine. Berlin: Ries & Erler, 1909.
- Op. 49: 10 Viola-Studien für vorgerückte Spieler. Viola. Heilbronn: Schmidt, 1910.
- Op. 50: Albumblätter: 3 Stücke. Violine (Erste und dritte Lage) und Klavier. Leipzig: Zimmermann, 1909.
- Op. 51: 18 Elementar-Studien. Violine (Erste Lage). Leipzig: Steingräber, 1911.
- Op. 52: Arabesken. 6 mittelschwere Stücke. Violine und Klavier. Leipzig: Steingräber, 1911.
- Op. 53: Stimmungsbilder. 6 Vortragsstücke. Violine und Klavier. Leipzig: Rahter, 1911.
- Op. 55: 12 Studien. Viola. Leipzig: Steingräber, 1912.
- Op. 58: 26 Studien. Violine. Leipzig: Steingräber, 1919.
- Op. 59: Kinder-Symphonie. Klavier, 2 Violinen, Violoncello und 7 Kinder-Instruments (Kuckuck in E/C#, "Wachtel" in E, Trompete in A, Triangel, Ratsche, Trommel und Becken). Leipzig: Zimmermann, ca. 1920.
- Op. 60: Ballet Music. Klavier. Philadelphia: T. Presser, 1923.
- Op. 61: Jugend-Album. 10 leichte Stückchen. Violine (Erste Lage) und Klavier. Leipzig: Zimmermann, 1919.
- Op. 62: 12 Studi. Viola. Milano: Ricordi, 1923, ripristino 1956.
- Op. 63: Libro d’immagini, Dieci piccoli pezzi. Violine (Erste Lage) und Klavier. Milan: Ricordi, 1923.
- Op. 64: 12 Various Sketches. Violine und Klavier. London: Schott, 1923.
- Op. 65: Für die Jugend. 12 leichte Stücke. Violine (Erste Lage) und Klavier. Leipzig: Bosworth, 1926
- Op. 65: Für die Jugend. 10 leichte Stücke. Violine (Erste Lage) und Klavier. New York: Bosworth, 1924
- Op. 66: 15 Studien. Viola. Mainz: Schott, 1926.
- Op. 67: Rondoletto. Klavier. London: Alfred Lengnick & Co., 1924.
- Op. 70: 15 Studi. Viola. Milan: Ricordi, 1926.
- Op. 71: 18 Studi di Posizione. Violine (Erste bis sechste Lage). Milano: Ricordi, 1926.
- Op. 73: 20 studi facili. Violine (Erste Lage). Milano: Ricordi, 1926.
- Op. 75: 25 Études mélodiques; sur la 4e corde. Violine. Paris: Leduc, 1928.
- Op. 76: 50 Melodische Violin-Etüden für die Elementar- und Mittelstufe. Violine
- Op. 77: 24 Études Mélodiques. Viola. Paris: Leduc, 1927.
- Op. 78: 25 Études Mélodiques sur la 4e corde. Violine. Paris: Leduc, 1928.
- Op. 79: 9 piéces mélodiques. Violine und Klavier. Paris: Leduc, 1927. Published in 3 parts: 1-3, 4-6, 7-9.
- Op. 81: Für die junge Welt. 10 moderately easy pieces. Violine und Klavier. London: Schott, 1928.
- Op. 82: 24 studi melodici per violino sulla corda di sol. Milano: Ricordi, 1928.
- Op. 83: Décameron mélodique: 10 pièces faciles.  Violine (Erste Lage) und Klavier. London: Schott & Co., 1928.
- Op. 84: 24 leichte melodische Etuden für Violine in allen Dur- und Molltonarten. Violine (Erste Lage). London: Schott, 1928. Published in 2 volumes.
- Op. 85: 24 studi; facili e melodici, in tutte le tonalita maggiori e minori. Milano: Ricordi, 1928.
- Op. 86: 24 leichte melodische Viola-Studien. Viola. Mainz/Leipzig: Schott, 1930. 1-16 are in 1st position, 17-24 are in 1st and 3rd position.
- Op. 87: 25 studi facili e melodici. Viola (Erste und dritte Lage). Milano: Ricordi, 1928.
- Op. 88: Acquarelli. 6 pezzi. 2 Violinen und Klavier. Milano: Ricordi, 1929.
- Op. 90: 25 Melodious Studies for Obtaining a Beautiful Tone on the Violin. London: Schott, 1928.
- Op. 91: 24 studi melodici per il conseguimento di un bel suono sul violino. Milano: Ricordi, 1929.
- Op. 92: Melodische Etüden [Melodic Studies]. Viola und obligates Klavier. Berlin: Simrock, 1929.
- Op. 94: 30 études mélodiques: pour obtenir un beau son au violon. Violine. Paris: Leduc, 1930.
- Op. 95: 26 Melodische Etüden für die G-Saite der Violine. Violine. Mainz: Schott, 1930.
- Op. 96: 25 Melodische Studien. Viola. Leipzig: Merseburger, 1930.
- Op. 97: Libro di melodie. 30 pezzi facili. Violine (Erste und dritte Lage). Milano: Ricordi, 1930.
- Op. 98: Album de la jeunesse: 30 pièces in 2 volumes. Violine. Paris: Leduc, 1931.